# Cegielnia (Bartoszyce)
Cegielnia (deutsch Neu Sorge) war ein Ort in der polnischen Woiwodschaft Ermland-Masuren. Seine Ortsstelle gehört zur Gmina Bartoszyce (Landgemeinde Bartenstein) im Powiat Bartoszycki (Kreis Bartenstein (Ostpr.)).
Die Ortsstelle von Cegielnia liegt in der nördlichen Mitte der Woiwodschaft Ermland-Masuren, 18 Kilometer südlich der früheren und heute auf russischem Hoheitsgebiet gelegenen Kreisstadt Preußisch Eylau (russisch Bagrationowsk) bzw. sieben Kilometer südwestlich der heutigen Kreismetropole Bartoszyce (deutsch Bartenstein).
Um 1800 wurde Neusorge – erst nach 1871 Neu Sorge genannt – als Vorwerk mit Ziegelei zum Gutsdorf Tolks (polnisch Tolko) im ostpreußischen Kreis Preußisch Eylau gegründet. Gehörte die Gutsgemeinde Tolks zum Standesamt Reddenau (polnisch Rodnowo), so war Neu Sorge dem Standesamt Borken (polnisch Borki) zugeteilt. Um 1900 zählte Neu Sorge zwölf Einwohner.
Mit der Abtretung des gesamten südlichen Ostpreußen an Polen erhielt Neu Sorge die polnische Namensform „Cegielnia“. Doch bereits in den ersten Nachkriegsjahren verliert sich seine Spur. Heute wird der Name offiziell nicht mehr genannt. Der Ort gilt als untergegangen. Seine Ortsstelle liegt im Gebiet der Landgemeinde Gmina Bartoszyce (Bartenstein) im Powiat Bartoszycki (Kreis Bartenstein (Ostpr.)).
Neu Sorge war bis 1945 in die evangelische Kirche Borken (polnisch Borki), außerdem in die römisch-katholische Kirche Bartenstein eingepfarrt.
Die kaum noch wahrnehmbare Ortsstelle Cegielnias ist über Landwege von Tolko aus zu erreichen.